# 이반 드미트리예비치

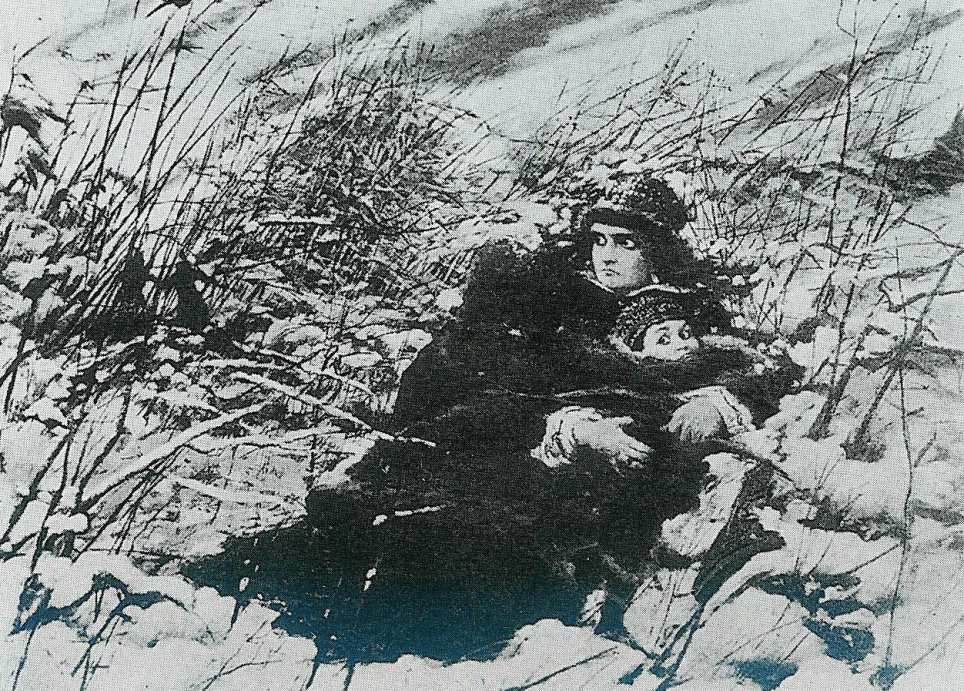
도망치는 마리나 므니제치와 이반.

이반(Иван, 1605년 ~ 1611년)은 첫 번째 가짜 드미트리와 마리나 므니제치 사이에서 태어난 아들이다. 그의 추종자들은 ‘드미트리의 아들 이반’이라는 뜻의 이반 드미트리예비치(Иван Дмитриевич)로 불렀으며, 다른 호칭으로는 ‘작은 악인’도 있다.
우글리치 공 드미트리를 사칭해 차르 자리에 올랐던 그의 아버지 그리고리 오트레피에브(Григорий Отрепьев)가 살해당하자 당시 갓난아이였던 이반은 황태자에 책봉되기 직전에 모스크바에서 쫓겨났다. 그 이후 마리나 므니제치가 두 번째 가짜 드미트리를 따라 투시노로 이동하자 그 곳에서 유아기를 보냈다. 두 번째 가짜 드미트리마저 살해당하자 어머니인 마리나 므니제치에 의해 5살의 나이에 칼루가의 혁명군주로 옹립되었으나, 머지않아 진압당하고 자신의 추종세력들과 같이 잡혀서 어머니인 마리나 므니제치만 제외하고 추종자들과 함께 6세의 나이로 처형되었다.
그는 명목상으로만 우글리치 공 드미트리의 아들일 뿐 실제로는 그냥 반역세력에 의해 옹립된 어린 역적에 지나지 않았다.